# Esquí alpí als Jocs Olímpics d'hivern de 1960
Als Jocs Olímpics d'Hivern de 1960 celebrats a la ciutat de Squaw Valley (Estats Units) es disputaren sis proves d'esquí alpí, tres en categoria masculina i tres més en categoria femenina. Les proves es realitzaren entre els dies 20 i 26 de febrer de 1960 a les instal·lacions de Squaw Valley.
Els resultats d'aquestes proves foren considerats, així mateix, vàlids per al Campionat del Món d'esquí alpí.

## Resum de medalles

### Categoria masculina
| Prova                  | Or               | Argent           | Bronze           |
| Descens Detalls        | Jean Vuarnet     | Hans-Peter Lanig | Guy Périllat     |
| Eslàlom gegant Detalls | Roger Staub      | Pepi Stiegler    | Ernst Hinterseer |
| Eslàlom Detalls        | Ernst Hinterseer | Matthias Leitner | Charles Bozonder |

### Categoria femenina
| Prova                  | Or             | Argent      | Bronze              |
| Descens Detalls        | Heidi Biebl    | Penny Pitou | Traudl Hecher       |
| Eslàlom gegant Detalls | Yvonne Rüegg   | Penny Pitou | Giuliana Minuzzo    |
| Eslàlom Detalls        | Anne Heggtveit | Betsy Snite | Barbara Henneberger |

## Medaller
| Posició | País         | Or | Argent | Bronze | Total |
| 1       | Suïssa       | 2  | 0      | 0      | 2     |
| 2       | Àustria      | 1  | 2      | 2      | 5     |
| 3       | Alemanya     | 1  | 1      | 1      | 3     |
| 4       | França       | 1  | 0      | 2      | 3     |
| 5       | Canadà       | 1  | 0      | 0      | 1     |
| 6       | Estats Units | 0  | 3      | 0      | 3     |
| 7       | Itàlia       | 0  | 0      | 1      | 1     |
|         |              |    |        |        |       |
| Total   | Total        | 6  | 6      | 6      | 18    |